# Oligosita caerulocephala
Oligosita caerulocephala är en stekelart som först beskrevs av David Timmins Fullaway 1914. 
Oligosita caerulocephala ingår i släktet Oligosita och familjen hårstrimsteklar. Inga underarter finns listade i Catalogue of Life.